# Џами
Нурудин Абделрахман Џами (персијски: نورالدین عبدالرحمن جامی‎‎) познат и као Мевлана Нурудин Абделрахман или Абделрахман Нурудин Мухамед Дашти, или једноставније као Џами или Ђами, а у Турској као Мула Чами (7. новембар 1414 – 9. новембар 1492), био је персијски песник који је познат по као плодан учењак и писац суфијске књижевности. Он је првенствено био истакнути песник-теолог из школе Ибн Арабија и Хаџаханија Суфија, познат по својој елоквенцији и својим анализама метафизике милости. Његова најпознатија поетска дела су „Хафт Авранг”, „Тухфат ал-ахрар”, „Лејла и Маџнун”, „Фатихат ал-шабаб”, „Лаваих, ал-Дура ал-Факира” и др.

## Биографија
Џами је рођен у Џаму у Хорасану (данас провинција Гор у Авганистану). Претходно је његов отац ту дошао из Дашта, малог града у околини Исфахана. Неколико година након његовог рођења, породица се преселила у Херат, где је Џами имао прилику да изучава перипатетику, математику, персијску књижевност, природне науке, арапски језик, логику, реторику и исламску филозофију на академији Низамија. Његов отац, такође суфија, био је његов први учитељ и ментор. Током боравка у Херату, Џами је заузимао важно место на тимуридском двору, био је укључен у политику, економију, филозофију и верски живот тог доба.
Како је његов отац био из Дашта, Џамијев рани псеудоним је био Дашти, али је касније одабрао да користи Џами из два разлога која помиње у једној песми:
مولدم جام و رشحهء قلمم

جرعهء جام شیخ الاسلامی است

لاجرم در جریدهء اشعار

به دو معنی تخلصم جامی است
Моје родно место је Џам, и о њему пишем,
Појио се шејхом ал-Исламијем
Стога, у збиркама поезије,
Из ова два разлога, мој псеудоним је Џами
Џами је био ментор и пријатељ познатог турског песника Алишера Навоиа, о чему сведоче његови стихови:
او که یک ترک بود و من تاجیک
هردو داشتیم خویشی نزدیک
Он је био Турчин, а ја Таџик,
А били смо блиски
Касније је отишао у Самарканд, тада најважнији научни центар у исламском свету, и тамо је завршио своје студије. Отишао је на ходочашће што је веома подигло његов углед и даље учврстило његову важност широм персијског света. Џами је имао брата који се звао Молана Мухамед, који је био учен човек и мајстор музике. Џами у једној од својих песма оплакује његову смрт. Џами је имао четири сина, али су тројица умрла пре него што су напунила годину дана. Син који је преживео звао се Зиаудин Јусуф и Џами је за њега написао своје дело Бехаристан.
Крај свог живота Џами је проживео у Херату. На његовом гробу пише: „Када ти је лице скривено од мене, као месец у тамној ноћи, ја лијем звезде од суза, али ипак моја ноћ остаје тамна упркос свим тим тамним звездама.“ Постоје бројни датуми који се наводе када је у питању његова смрт, али у већини извора се наводи новембар 1492. године. Његову сахрану је предводио принц Херата, а присуствовао је велики број људи што сведочи колико је дубок траг оставио.

## Учења и суфизам
Вршећи улогу суфијског шејха које се прихватио 1453. године, Џами је изложио бројна тумачења која се тичу суфијског пута. Он је истакао разлику између два типа суфија – „пророчког“ и „мистичког“ духа. Џами је познат по својој изузетној побожности, као и мистицизму. Остао је веран суннит на свом путу ка суфизму и развио је представе земаљске љубави и њене примене како би дочарао духовну страст онога ко тражи Бога. Почео је да се занима за суфизам у раној младости, када га је благосиљао духовни вођа накшбандијског суфијског реда Хоџа Мухамед Парса, који је тада пролазио кроз град. Након тога је, како му се јавило у једом сну, тражио смернице од Садудина Кашгарија са којим се даље повезао када се оженио Кашгаријевом унуком. Био је познат по својој посвећености Богу и жељи да се одвоји од света, како би постао ближи Богу, што је често доводило до тога да заборави на друштвене норме.
Џами је био укључен у школу Ибн Арабија, коју је у много чему обогатио. Он је веровао да постоје три циља: достићи „трајно стање са Богом“ кроз бескрајност и тишину, бити несвестан свог земаљског стања и бити у константном стању духовног вођства. Џами је писао о свом осећају да је Бог свуда и инхерентан у свему. Такође је дефинисао кључне термине везане за суфизам, укључујући значење светости, свеца, разлику између суфије и оног ко још томе тежи, различите ступњеве тевхида (једнобоштва), харизматичне подухвате светаца итд. Џамијева методологија често није пратила Ибн Арабијеву школу.
На Џамија су на бројне начине утицале разне претходне и тадашње суфије. Он је њихова виђења прикључио својима и даље их развио, створивши потпуно нов концепт. По његовом мишљењу, љубав према пророку Мухамеду је била основна полазна тачка за духовно путовање. Џами је имао неколико генерација следбеника, што говори о његовом знању и утицају. Ако анализирамо Џамијево дело, вероватно његов највећи допринос јесте његова анализа и дискусија о Божјој милости према човеку која је редефинисала начин на који су ранији текстови тумачени.

## Дела
Џами је написао осамдесет и седам књига и писама од којих су нека преведена на енглески, а код нас су од његових дела преведени „Јусуф и Зулејха” и „Бехаристан”. Његов стваралачки опус се протеже од прозе до поезије и од свакодневних до религијских тема. Такође је писао радове и о историји и науци. Уз то, често је давао коментаре радова ранијих и њему савремених теолога, филозофа и суфија.Његова поезија је била инспирисана Хафизовим газелима, а његов чувени диван Хафт авранг (Седам престоља) је, по сопственом признању, настао под утицајем Низамијевих дела. Хафт авранг, познат и као дуга месневија (епска приповедна форма), је збирка седам спевова. Сваки спев дискутује о различитој причи као што је нпр. Саламан и Абсал, која говори о телесној привлачности принца према његовој дојиљи. Џами нашироко користи алегоријску симболику унутар приче како би дочарао кључне фазе суфијског пута, као што је покајање, и како би изложио филозофска, верска или етичка питања. Сваки од алегоријских симбола има значење које наглашава знање и интелект и нарочито Бога. Ова прича одражава Џамијеву идеју суфијског краља као идеалног средњевековног владара који се покајао и кренуо суфијским путем да би схватио свој положај „правог“ Божијег намесника и постао ближи Богу. Такође, Џами је познат и по три збирке лирских песама које датирају из његове младости па до пред крај његовог живота, а које се зову Почетак младости (Фатихат ал-шабаб), Средишњи бисер на огрлици (Васитат ал-икд) и Закључак живота (Хатимат ал-хајат). Кроз Џамијево дело референце о суфизму и суфијама се истичу као главна тема. Једна од његових најдубљих идеја била су мистичка и филозофска објашњења природе божанске милости, што је био резултат његових коментара других дела.

## Илустрације
Џами је познат и по томе што је његова поезија утицала и на персијско сликарство које је приказивало персијску историју кроз илустрације у рукописима. Већина његових дела је илустрована дивиним минијатурама, што до његовог времена није било уобичајно у књижевности. Дубока поезија коју је Џами стварао обично је пропраћена и обогаћена сликама које одражавају комплексност Џамијевог дела и персијске културе.

## Утицај Џамијевих дела
Џами је служио на тимуридском двору у Херату као преводилац и комуникатор. Његова поезија је одражавала персијску културу и била је популарна широм исламског Истока, Централне Азије и Индијског подконтинента. Џамијева поезија се бавила популарним идејама што је довело до тога да се за његово дело интересују и суфије и не-суфије. Џами је био познат не само по својој поезији, већ и по својим теолошким делима и коментарима о култури. Његова дела су коришћена у бројним школама од Самарканда до Истанбула и Хајрабада, у Персији као и у Могулском царству. Џами је вековима био познат по својој поезији и великом знању.

## Код нас
Рукописи Џамијевих дела, а првенствено Бехаристана, који су на наше просторе стигли за посредством Османлија и данас се чувају у јавним и приватним библиотекама широм бивше Југославије.
На наш језик преведена су два Џамијева дела. Јусуф и Зулејха су објављени у преводу Ахмеда Ананде 2007. године, а годину дана касније Културни центар И.Р. Ирана у Сарајеву је објавио и Џамијев Бехаристан у преводу Муамера Кодрића.

## Џамијева дела
Нека од његових дела су:
- Бехаристан (Пролећни врт) - за који је узор био Садијев Ђулистан
- Троструки диван (Диване сегане)
- Ал-Фаваед-уз-зијаија - коментар Ибн ал-Хаџибове студије о арапској граматици ал-Кафија. Овај коментар је био у курикулуму османских медреса[17]
- Хафт авранг (Седам престола) - Џамијево капитално дело. Пета од седам прича је његоа верзија „Јусуфа и Зулејхе“ која говори о Јосифу и Потфаревој жени и базирана је на Курану.
- Јаме -есокнан-е Каџа Парса
- Лавајех - Студија о суфизму
- Нафахат алунс (Уздаси другарства) - биографије суфијских светаца
- Ресалеје манасеке Хаџ
- Ресалеје мусики
- Ресалеје тарике каваџаган
- Ресалеје сарајате декр
- Ресалеје соале - џавабе Хендустан
- Сарае хадисе Ави Зарин ал Акили
- Sar-rešta-ye tariqu-e Kājagān (Суштина на на путу мајстора)
- Шавхид ал-нобава (Својствени знаци Пророчанства)
- Таџнис ал-лугат (Хомонимија језика) - Лексикографско дело које садржи хомонимне персијске и арапске леме
- Тухфат ал-ахрар (Дар благоузвитлалих счободних)

Уз његова дела ту су и његови доприноси ранијим делима и делима која су настала као одговори на његове нове идеје.